# Логотип Кривого Рогу

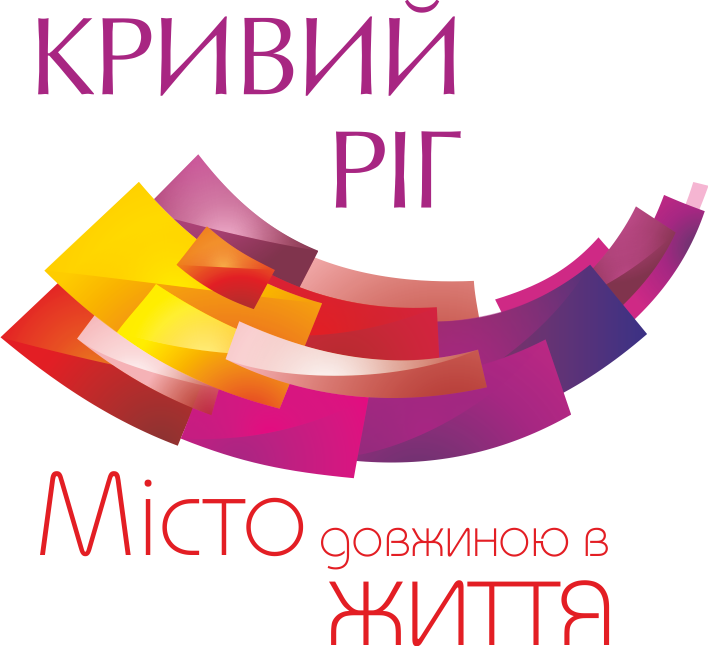
Логотип Кривого Рогу

Логотип Кривого Рогу — логотип Кривого Рогу, другого за розмірами  міста Дніпропетровської області. Згідно з пунктом г статті 10 Закону України про авторське право та суміжні права символіка територіальних громад, символи та знаки підприємств, установ та організацій перебувають у суспільному надбанні. Логотипний знак являє собою ріг, символ та уособлення міста.
Бренд Кривого Рогу розроблено в рамках демонстраційного проекту «Маркетингова стратегія міста Кривого Рогу та інструменти її впровадження», який здійснюється за підтримки Проекту міжнародної технічної допомоги «Місцевий економічний розвиток міст України» (Проект МЕРМ), що виконується Федерацією канадських муніципалітетів за фінансової підтримки Уряду Канади.
Реалізацію демонстраційного проекту забезпечують виконком Криворізької міської ради та комунальне підприємство «Інститут розвитку міста Кривого Рогу» Криворізької міської ради у співпраці з Проектом МЕРМ.

## Галерея

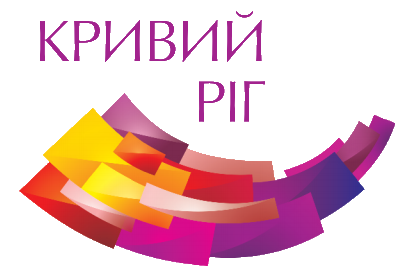
Спрощена версія
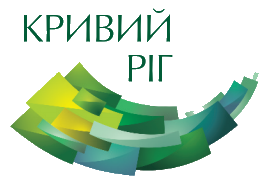
Логотип для екологічних проектів
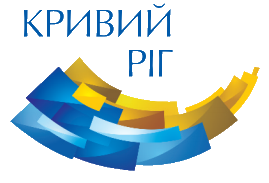
Логотип для загальноукраїнських проектів
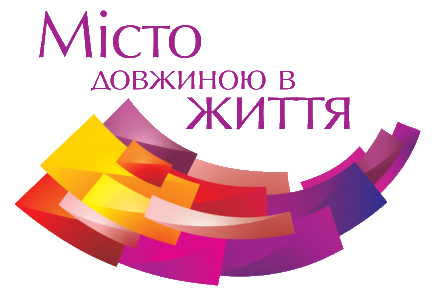
Слоган Міста
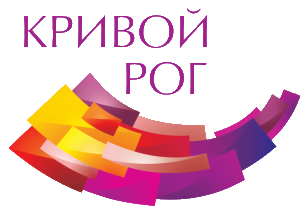
Російська версія
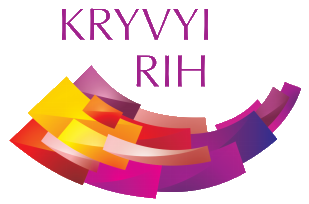
Англійська версія
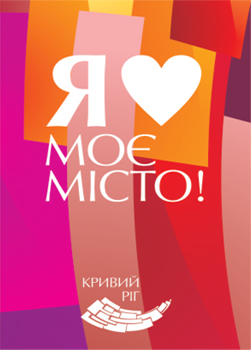
Версія «Я люблю Кривий Ріг»
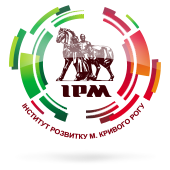
Логотип Інституту розвитку Криворіжжя
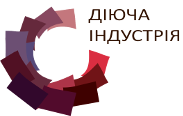
Промоційний символ індустріального туризму
Векторна версія логотипу міста Кривий Ріг .SVG